# Kishangarh (Alwar)
Kishangarh è una suddivisione dell'India, classificata come census town, di 9.472 abitanti, situata nel distretto di Alwar, nello stato federato del Rajasthan. In base al numero di abitanti la città rientra nella classe V (da 5.000 a 9.999 persone).

## Geografia fisica
La città è situata a 27° 49' 43 N e 76° 44' 06 E.

## Società

### Evoluzione demografica
Al censimento del 2001 la popolazione di Kishangarh assommava a 9.472 persone, delle quali 5.045 maschi e 4.427 femmine. I bambini di età inferiore o uguale ai sei anni assommavano a 1.423, dei quali 762 maschi e 661 femmine. Infine, coloro che erano in grado di saper almeno leggere e scrivere erano 6.703, dei quali 3.968 maschi e 2.735 femmine.